# Rollfigur
En rollfigur eller roll är den fiktiva eller verklighetsbaserade person, som en skådespelare gestaltar eller spelar i en teaterpjäs, spelfilm eller tv-serie. Ordet kan även användas om rollgestalter där skådespelaren inte syns i bild, exempelvis inom dockteater.

## Rollfigurens namn
Författare anstränger sig ofta för att ge rollfiguren ett namn som på något sätt hör ihop med rollfiguren, ett tema som är viktigt eller något som knyter an till författarens bakgrund. Dessutom ska namnet "ligga bra i munnen", det vill säga vara lätt att uttala.

## Rollfigur eller karaktär?
Ordet karaktär används ibland i betydelsen rollfigur, främst influerat av det engelska character. Den användningen kan vålla problem för textförståelsen, eftersom den betydelsen då konkurrerar med den sedan länge etablerade betydelsen "personlighet". Denna separata betydelse av ordet finns dock belagd i svensk skrift sedan 1760. Betydelsen av karaktär såsom 'roll[figur]' har också sin bakgrund i den antika grekiska teatern, där teaterpjäser kunde iscensättas med rollfigurer som var olika maskerade och där deras olika masker förtydligade typiska personlighetsdrag hos respektive rollfigur.
Inom rollspel och lajv kallas en rollfigur ibland för rollperson.